# 경주간묘
경주간묘(慶州諫墓)는 대한민국 경상북도 경주시 황성동에 있는 신라 제26대 진평왕(579∼632)대의 충신이었던 김후직의 묘이다. 1982년 8월 4일 경상북도의 기념물 제31호로 지정되었다.

## 개요
경상북도 경주시 황성동에 있는 신라 제26대 진평왕(579∼632)대의 충신이었던 김후직의 묘이다.
진평왕 2년(580)에 지금의 국방부 장관에 해당하는 병부령을 지냈으며, 진평왕이 사냥만을 즐기고 나라일을 돌보지 않아 중지할 것을 충고하였으나 듣지 않았다. 병이 들어 죽게 되었을 때 세 아들에게 유언을 하여 왕이 사냥 다니는 길목에 묻게 해 죽은 뒤에라도 왕을 깨우쳐 주겠다고 했다. 왕이 이 말을 듣고 크게 뉘우치고 다시는 사냥을 하지 않았다고 하여 충신으로 불려온 것이다.
묘는 흙으로 높게 쌓은 원형봉토분이다. 묘 앞에는 숙종 36년(1710)에 경주의 남지훈이 김후직의 충절을 기리기 위해 세운 비가 있다.

## 참고 문헌
- 경주간묘 - 국가유산청 국가유산포털